# Інгер Гольмлунд
Інгер Гольмлунд (1927–2019) - шведська природоохорониця і активістка миру. У 1990-х роках разом зі своїм партнером Вернером Бауером вона заснувала жіночий центр у Гома-Бей на заході Кенії, який зосередився на посадці дерев та ремісничих проектах для жінок у селах. Потім вона повернулася до Швеції, де в 2007 році закликала жінок до дій до створення світу, вільного від ядерної зброї.

## Біографія
Інгер Гольмлунд народилася 26 листопада 1927 року в Сундсваллі в центральній Швеції. У 1960-1970-х роках вона та її чоловік Густав керували магазином одягу в Сундсваллі та Умео. У 1976 році вона зацікавилася ядерним роззброєнням, вступила до Гернесандської народної школи на посаду радниці з охорони навколишнього середовища та брала участь в антиядерних демонстраціях.
У березні 1980 року вона переїхала до Стокгольма, де стала активною в таких організаціях, як Framtiden i våra händer (Майбутнє в наших руках) і Kvinnor för Fred (Жінки за мир). У 1990-х вона зі своїм новим партнером Вернером Бауером поїхала в Гома-Бей у Кенії. Разом з проектом «Анна Горн» та «Дерево майбутнього» вони створили самодостатній центр, де розробили проект рукоділля для жінок у навколишніх селах.
Через шість років вони повернулися до Швеції. За підтримки Kvinnor för Fred Голмлунд проводила кампанію за без'ядерний світ у 124 муніципалітетах на північ від Стокгольма. Після переїзду до Стокгольма, незважаючи на погіршення здоров’я, вона продовжувала бути активною пацифісткою в останні роки майже до кінця свого життя.
Інгер Гольмлунд померла в Стокгольмі 30 січня 2019 року.